# Club Baloncesto Benicarló
El  CB Benicarló o más conocido por razones de patrocinio como Maderas Sorlí Benicarló, es un club de baloncesto de la provincia de Castellón, con sede en Benicarló, con equipos de cantera tanto masculinos como femeninos y que juega en Segunda FEB, tercera categoría del baloncesto nacional,  durante la temporada 2024-2025.

## Historia
En 1969 fue el primer año en que se inscribió el Club Baloncesto OJE, el primer equipo de la ciudad. El club siempre había sido de nivel "amateur", con el primer equipo compitiendo en categorías de la Federación de Baloncesto de la Comunidad Valenciana (FBCV) hasta que, en el año 2016, los directivos, con Enrique Besalduch encabezando la cúpula como presidente, apuestan por fichar jugadores extracomunitarios para tratar de ofrecer baloncesto de calidad en la comarca del Baix Maestrat. Con 4 ascensos de forma consecutiva, el club consigue, en la temporada 2019 ascender a LEB Plata, categoría actual en la que está el equipo consolidado.  
En relación con los equipos de cantera, el club ha tenido un gran crecimiento en cantidad y calidad. En la temporada 2008, el club contaba con 5 equipos (todos masculinos) y sobre 70 jugadores, mientras que en la actualidad el club cuenta con 22 equipos (de los cuales 4 son femeninos) y 323 jugadores.  

### Liga EBA
En 2018, el club castellonense se inscribe en la Liga EBA.
En la temporada 2018-19, el CB Benicarló, queda en cuarta posición del grupo E de Liga EBA y al término de la temporada lograría el ascenso a liga LEB Plata, al recibir la propuesta para lograr una plaza en la categoría de bronce del baloncesto español.

### Liga LEB Plata
En la temporada 2019-20, el CB Benicarló debuta en Liga LEB Plata. Tras una temporada con muchas lesiones y cambios en la plantilla, la pandemia del Covid-19 interrumpe la competición y la FEB decide que no haya descensos, por lo que permitió al Club Baloncesto Benicarló seguir una temporada más en la liga LEB Plata. 
En la temporada 2020-2021, y tras el fichaje de Adrià Alonso en diciembre como primer entrenador, el Mi Arquitecto CB Benicarló consigue la permanencia quedando 10.º clasificado. 
En la temporada 2021-2022 se consigue el mejor resultado en liga regular de la historia del club, quedando 2.º (con un balance de 16 victorias y 10 derrotas) y clasificándose para el playoff de ascenso a la liga LEB Oro. Destacar que durante esta temporada en liga regular el equipo consiguió ganar todos los partidos que se jugaron como local, con una media de 1000 espectadores en cada partido en el Pabellón Municipal de Benicarló.

## Instalaciones
El CB Benicarló juega en el Pabellón Municipal de Benicarló, situado en la Calle Andalucía, s/n, 12580 Benicarló, Castellón, con capacidad para 2.000 espectadores. 

## Denominaciones
- Construcciones Mallons Benicarló (2008-2011)
- CB Benicarló (2011-2020)
- Mi Arquitecto CB Benicarló (2020-2022)
- Maderas Sorlí Benicarló (2022-)

## Temporadas
| Temporada | Nivel | División          | Pos. | Postemporada                       | TR    | PO    | Copa        | Copa |
| --------- | ----- | ----------------- | ---- | ---------------------------------- | ----- | ----- | ----------- | ---- |
| 2009-10   | 7     | Senior Preferente | 12.º | –                                  | 8-18  | –     | –           | –    |
| 2010-11   | 7     | Senior Preferente | 7.º  | –                                  | 14-12 | –     | –           | –    |
| 2011-12   | 7     | Senior Preferente | 9.º  | –                                  | 11-15 | –     | –           | –    |
| 2012-13   | 7     | Senior Preferente | 10.º | –                                  | 11-13 | –     | –           | –    |
| 2013-14   | 7     | Senior Preferente | –    | –                                  | –     | –     | –           | –    |
| 2014-15   | 7     | Senior Preferente | –    | –                                  | –     | –     | –           | –    |
| 2015-16   | 7     | Senior Preferente | –    | Ascenso                            | –     | –     | –           | –    |
| 2016-17   | 6     | Senior Autonómico | –    | Fase final (1.º)/ Ascenso          | –     | 2-0   | –           | –    |
| 2017-18   | 5     | 1.ª División      | 3.º  | Fase clasificatoria (3.º)/ Ascenso | –     | 2-4   | –           | –    |
| 2018-19   | 4     | Liga EBA          | 2.º  | Fase final (8.º)/ Ascenso          | 17-11 | 2-2   | –           | –    |
| 2019-20   | 3     | LEB Plata         | 10.º | –                                  | 7-18  | –     | –           | –    |
| 2020-21   | 3     | LEB Plata         | 10.º | –                                  | 12-14 | –     | –           | –    |
| 2021-22   | 3     | LEB Plata         | 2.º  | Octavos final (10.º)               | 16-10 | 1-1   | –           | –    |
| 2022-23   | 3     | LEB Plata         | 3.º  | Octavos final (10.º)               | 18-8  | 0-1-1 | –           | –    |
| 2023-24   | 3     | LEB Plata         | 6.º  | Octavos final (12.º)               | 13-13 | 1-1   | –           | –    |
| 2024-25   | 3     | Segunda FEB       | 7.º  | Octavos final (14.º)               | 12-14 | 0-2   | Copa España | FG   |

## Entrenadores
- 2017-2020  Jordi Adell
- 2021-2024  Adrià Alonso
- 2024-Actualidad  Santi Cerdán

## Presidentes
- 2008-2023  Enrique Besalduch Ballester
- 2023-Actualidad  José Miguel Cornelles Ferrer

## Jugadores destacados
| - Byron Richards - Dragan Maric - Romeo Smith - Deyan Colado - Pol Bassas - Aidas Einikis - Justinas Olechnavicius - Alberto Alonso Cuevas - Thik Bol - Nemanja Djordjevic - Joel Kindred - Dusan Kostic | - Raimon Carrasco - Joel Hernández - Tomás Cavallero - Hugo Bartolomé - Kennedy Clement - Samuel Rodríguez Ramos - Barry Chinedu - Noah McCarty - Javier Nicolau - Fiffi Aidoo - Deshaun Cooper - Cándido Sá - Maxim Esteban |